# Lyndon Andrews
Lyndon Andrews (né le 20 janvier 1976 à Trinité-et-Tobago) est un footballeur international trinidadien, qui évoluait au poste de milieu de terrain.

## Biographie

### Carrière en sélection
Avec l'équipe de Trinité-et-Tobago, il joue 45 matchs entre 1996 et 2005[réf. nécessaire]. 
Il figure dans le groupe des sélectionnés lors des Gold Cup de 1996 et de 1998, où son équipe est éliminée à chaque fois au premier tour.
Il joue 10 matchs comptant pour les tours préliminaires des coupes du monde, lors des éditions 1998 et 2002.

## Palmarès
| Joe Public - Championnat de Trinité-et-Tobago (2) : - Champion : 1998 et 2006. - Coupe de Trinité-et-Tobago (1) : - Vainqueur : 2007. - Finaliste : 1999. - Coupe FCB de Trinité-et-Tobago : - Finaliste : 2008. - Coupe Toyota Classic de Trinité-et-Tobago (1) : - Vainqueur : 2007. - CFU Club Championship (1) : - Vainqueur : 1998. - Finaliste : 2007. |  | W Connection - Championnat de Trinité-et-Tobago (1) : - Champion : 2000. - Vice-champion : 2002 et 2003. - Coupe de Trinité-et-Tobago (3) : - Vainqueur : 1999, 2000 et 2002. - Finaliste : 2003. - Coupe FCB de Trinité-et-Tobago : - Finaliste : 2002 et 2003. - Coupe Pro Bowl de Trinité-et-Tobago (1) : - Vainqueur : 2002. - CFU Club Championship (1) : - Vainqueur : 2002. - Finaliste : 2000 et 2003. |